# Рамирес, Лукас
Лу́кас Пере́йра Рами́рес Конста́нте (порт.-браз. Lucas Pereira Ramires Constante; род. 27 апреля 2002, Трес-Корасойнс) — бразильский футболист, защитник

## Биография
Футбольную карьеру начал в «Эрсилио Луз», в футболке которого дебютировал 8 ноября 2020 года в проигранном (0:1) выездном поединке 2-го тура Серии Б Лиги Катариненсе против лажистского «Интернасьонала». Лукас вышел на поле в стартовом составе и отыграл весь матч. В ноябре 2020 года провел 2 поединка в Серии Б Лиги Катариненсе.
В начале января 2021 года перебрался в «Эспортив». Дебютировал за новую команду 12 июня 2021 в победном (2:1) домашнем поединке 2-го тура 8-й группы Серии D чемпионата Бразилии против «Гремио Эспортиво Жувентус». Рамирес вышел на поле на 81-й минуте вместо Лаилсона. В общей сложности провел 10 матчей в четвертом дивизионе бразильского чемпионата.
В начале ноября 2021 года отправился в годовую аренду в «Жувентуде». Сначала выступал за молодежные команды клуба. За первую команду клуба дебютировал 2 марта 2022 в победном (2:1) выездном поединке первого раунда кубка Бразилии против «Порту-Велью». Лукас вышел на поле на 87-й минуте вместо парагвайца Исидора Питты. В элите бразильского футбола дебютировал 13 ноября 2022 в проигранном (1:4) поединке 38-го тура против «Сеары». Рамирес вышел на поле на 66-й минуте вместо Таллисона Келвена, а на 88-й минуте получил желтую карточку. После этого за первую команду не выступал.
В середине февраля 2023 года, после удачного пересмотра на зимнем собрании в Турции, подписал 3-летний контракт с «Ворсклой». В футболке полтавского клуба дебютировал 5 марта 2023 в проигранном (2:3) домашнем поединке 16-го тура Премьер-лиги Украины против луганской «Зари». Рамирес вышел на поле в стартовом составе, на 64-й минуте получил желтую карточку, а на 72-й минуте прямую красную карточку. В сезоне 2022/23 годов провел 9 матчей за «Ворсклу».

## Достижения
«Ворскла»
- Финалист Кубка Украины: 2023/24